# Allegis Group
Allegis Group ist ein US-amerikanischer Personaldienstleister aus Hanover (Maryland). Er steht weltweit an vierter Stelle nach Adecco, Randstad und Manpower Inc.
Das Unternehmen wurde 1983 von Steve Bisciotti und Jim Davis unter dem Namen Aerotek als Personalvermittler für die Luftfahrtbranche gegründet.